# Absalom Shabangu
Absalom Shabangu (* 2. September 1952) ist ein ehemaliger eswatinischer Gewichtheber.
Er trat bei den Olympischen Spielen 1988 in Seoul an. In der Klasse bis 82,5 kg konnte er kein Ergebnis erzielen.